# Namibia Premier League 1996
Die Saison 1996 der Namibia Premier League fand 1996 in ihrer sechsten Saison als höchste Fußballliga Namibias statt. Meister wurde der Blue Waters FC aus Walvis Bay.

## Abschlusstabelle
Anmerkung: Einzelheiten der Saison sind laut der Quelle unbekannt.
1. Blue Waters FC
2. Black Africa
3. Tigers
4. Civics FC
5. Young Ones FC
6. Eleven Arrows
7. African Stars
8. Robber Chanties
9. Liverpool Okahandja
10. Chief Santos
11. Life Fighters FC
12. Ramblers Club
13. Orlando Pirates
14. Namib Woestyn (Absteiger)
15. Benfica Tsumeb (Absteiger)